# Tom Jones (pisarz)
Tom Jones (ur. 17 lutego 1928 w Littlefield, zm. 11 sierpnia 2023 w Sharon) – amerykański pisarz, scenarzysta, autor tekstów i spektakli teatralnych, librecista. Najbardziej znanym z The Fantasticks, 110 in the Shade i I Do! I Do!.

## Biografia
Jones urodził się w Littlefield w Teksasie 17 lutego 1928 roku. Wychowywał się w Coleman w Teksasie jako syn hodowcy indyków (jego ojciec William) i gospodyni domowej (jego matka Jessie). W okresie dojrzewania pracował jako woźny w kinie i uczęszczał na Uniwersytet Teksański w Austin, gdzie był zaangażowany w tamtejszy wydział teatralny. Uzyskał tytuł magistra na uniwersytecie w 1951 roku. Wszystkie najważniejsze musicale Jonesa zostały napisane z Harveyem Schmidtem, którego poznał na uniwersytecie.

## Kariera
Jego najbardziej znanym dziełem jest The Fantasticks, który wystawiany był również poza Broadwayem. W Stanach Zjednoczonych Tom Jones zasłynął jako autor musicalu "The Fantasticks”. Musical nie schodził z afisza przez 42 lata. Inne piosenki z The Fantasticks to „Soon It's Gonna Rain”, „Much More” i „I Can See It”. Napisał także scenariusz do adaptacji filmu fabularnego z 1995 roku.
Jones był także autorem Making Musicals: An Nieformalne wprowadzenie do świata teatru muzycznego, o którym Elyse Sommer napisała 15 stycznia 1998 roku w CurtainUp:
"Niezwykle dobrze zorganizowana i pełna interesujących informacji pierwsza połowa książki traktuje w sposób ogólny o rozwoju amerykańskiego musicalu. Druga połowa skupia się na praktycznych „jak to zrobić” przy tworzeniu musicalu, wykorzystując własną karierę Jonesa i pokazuje, nad czym pracował jako odskocznię… Ponieważ tylko połowa książki należy do kategorii poradników Cieszę się, że ta rada jest solidna. Bez hiperboli. Żadnego nieuzasadnionego upuszczania imienia".

## Życie prywatne i śmierć
Jones był po raz pierwszy żonaty z Eleanor Wright; później rozwiedli się. Jones poślubił choreografkę Janet Watson. Para miała dwoje dzieci, Michaela i Sama Jonesów. Watson zmarła w 2016 roku.
Jones zmarł na raka 11 sierpnia 2023 roku w wieku 95 lat.